# Myszaki
Myszaki – wieś w Polsce położona w województwie łódzkim, w powiecie bełchatowskim, w gminie Bełchatów.
W latach 1975–1998 miejscowość administracyjnie należała do województwa piotrkowskiego.

## Zabytki
Według rejestru zabytków Narodowego Instytutu Dziedzictwa na listę zabytków wpisany jest obiekt:
- park dworski, nr rej.: 21/P-IX-6 z 26.10.1948